# Glottiphyllum linguiforme
Glottiphyllum linguiforme es una especie de planta suculenta perteneciente a la familia de las aizoáceas.  Es originaria de Sudáfrica.

## Descripción
Es una pequeña planta suculenta perennifolia de pequeño tamaño que alcanza los 5 cm de altura a una altitud de 270 - 650  metros en Sudáfrica.

Las plantas tienen hojas gruesas y suaves, dispuestas en pares, postradas o rastreras. Tienen rizomas. Las flores son amarillas con pétalos estrechos, a veces perfumadas, de hasta 5 cm de diámetro.

## Taxonomía
Glottiphyllum linguiforme fue descrito por (L.) N.E.Br. y publicado en The Gardeners' Chronicle & Agricultural Gazette ser. 3 70: 327. 1921.
Etimología
Glottiphyllum: nombre genérico que proviene del griego "γλωττίς" ( glotis = lengua) y "φύλλον" (phyllos =hoja ).
linguiforme: epíteto latino que significa "con forma de lengua".
Sinonimia
- Mesembryanthemum linguiforme L. (1753) basónimo
- Mesembryanthemum scalpratum Haw.
- Mesembryanthemum linguiforme var. scalpratum A.Berger
- Glottiphyllum cilliersiae Schwantes (1938)
- Glottiphyllum latifolium N.E.Br. (1931)
- Glottiphyllum ryderae Schwantes[3][4]